# 阿部潔
阿部 潔（あべ きよし、1964年 - ）は、日本の社会学者。専門は、メディア論、カルチュラル・スタディーズ。

## 略歴
名古屋市生まれ。関西学院大学社会学部卒業後、東京大学大学院社会学研究科修了。
東京大学社会情報研究所助手、関西大学総合情報学部専任講師・助教授を経て、現在、関西学院大学社会学部教授。2009年10月より、同大学先端社会研究所所長。博士（社会学）。

## 著書

### 単著
- 『公共圏とコミュニケーション――批判的研究の新たな地平』（ミネルヴァ書房, 1998年）
- 『日常のなかのコミュニケーション――現代を生きる「わたし」のゆくえ』（北樹出版, 2000年）
- 『彷徨えるナショナリズム――オリエンタリズム/ジャパン/グローバリゼーション』（世界思想社, 2001年）
- 『スポーツの魅惑とメディアの誘惑――身体/国家のカルチュラル・スタディーズ』（世界思想社, 2008年）

### 共編著
- （石田淳）『ダイアローグで学ぶ基礎社会学』（関西学院大学出版会, 2002年）
- （難波功士）『メディア文化を読み解く技法――カルチュラル・スタディーズ・ジャパン』（世界思想社, 2004年）